# 木村了子
木村 了子（きむら りょうこ、1971年〈昭和46年〉 - ）は、日本画家。東洋の美男子（イケメン）を主題にした屏風絵などを、日本画の技法で描く。
京都市に生まれ育ち、旧姓は関本 了子（せきもと りょうこ）。父は映画監督の関本郁夫。

## 経歴
1971年、京都市で生まれる。子どものころから絵を描くのは好きであり、得意でもあった。中学2年までは京都で育ち、その後、神奈川県相模原市に引っ越す。高校時代の美術教諭が東京藝術大学出身で、その教諭から美大への進学を進められる。併せて、自宅に洋裁のアトリエを持つ母からは「女性は自立できるよう手に職をつけなければ」と言われ続けており、学力の面から普通の大学への進学が危ぶまれたこともあって、美大に進路を定め、多摩美術大学に現役合格するが、翌年に東京藝術大学を受験しなおし、進学。油絵を学ぶ。なお、再受験の動機は、多摩美術大学で付き合っていた男性に振られたことから。東京藝術大学を再受験する例は少なくなかった。作家志望ではあったものの、東京藝術大学では何年も浪人し、絵を描くのが巧いだけではなく自分のスタイルを確立していたような同級生ばかりで、なぜ自分が入学したのかと落ち込み、絵を描けなくなり、在学中は自分のスタイル、技法を探して放浪していた。大学院に進み、壁画を学び、修了制作で個展を開く。1997年に東京藝術大学大学院修士課程壁画専攻を修了する。
大学院修了後も、芸術を仕事にするにはどうすればいいか分からず、自分が何を表現したいのかもまだはっきりしておらず、朝日新聞社出版局（現・朝日新聞出版）に勤務し、『知恵蔵』編集手伝い、ミレニアム企画の別冊付録の担当などに携わる。編集の仕事そのものは木村と水が合っていたが、編集者として取材や発注でイラストレーターと関わる中で「自分も創作側の人間ではなかったのか?」との思いはあり、出産を機に退職したことで、制作に専念する。
父・関本郁夫の監督作品で、2002年公開となる映画『およう』は団鬼六原作で、3人の画家（竹久夢二、伊藤晴雨、藤島武二）が1人の女性をめぐる物語であった。木村も伊藤晴雨が好きだったことから、晴雨の作品を模写してステンドグラスにしたものを父の誕生日にプレゼントしていたこともあった。それもあり、父から映画のセットに使用する襖絵の依頼が行われた。それまで木村は日本画を描いたことがなかったが、日本画の描き方的な本を見ながら半裸の女性が縛られて吊るされている「責め絵」を描いた。
それまで女性像を手がけていたが,2004年から性愛の対象である男性を日本美術の画法、スタイルで描く活動を開始する。木村は、イケメンを描く喜びを感じるともに、「女は描かれるもの、見られるもの」といった従来の考え方からの解放を実感した。「人の性愛は耽美的であるが同時にマヌケで愚かしくもある。そこに人としての本能や色気、愛おしさを感じる絵を描きたい」という木村の信念はイケメン画を描くことによって深化していった。木村のイケメン画は賛否両論を呼びつつも、評価を高めていった。
2017年、木村はイケメン画に飽きて描けなくなっていたが、ハワイの寺にあった半跏像、および近所の寺の超絶イケメン美坊主に触発され、「地蔵菩薩半跏像」と「天弓愛染明王像」を描き、「イケメン仏画」の新境地に至る。これらを「イケメン 仏」でTwitter検索していた国上寺が見つけ、障壁画を依頼してきた。
2020年には坂本冬美のシングル「ブッダのように私は死んだ」のジャケット画にも起用された。
2024年のテレビドラマ『燕は戻ってこない』にて木村が描いた春画が使用された。

## 画風

### イケメン画
イケメン画は、木村の作品を表すのにしばしば使用される表現。
大和絵や狩野派の技法を用いて、現代風のタッチで男性を描く。日本の美術界には「美人画」と呼ばれるジャンルがあり、主に男性画家が若い女性を描いている。木村は、自身が美しいと感じ、エロスを感じる若い男性を描いている。これに対し「はしたない」「性的搾取である」との批判もあるが、日本美術史を画する新しい試みだとする意見もある。
木村の作品は、公立美術館で展示されるようになり、木村に触発を受けた次世代の画家たちも登場して来ている。

## 代表作品
- 国上寺（新潟県燕市） 本堂壁画「イケメン偉人空想絵巻」[1][5]
国上寺にゆかりのある上杉謙信、酒呑童子、武蔵坊弁慶、源義経、良寛を描く。

## 画集
- 『楽園』

## 主な展覧会
美男におわす
- 2021年 埼玉県立近代美術館
- 2021年 島根県立石見美術館

フェミニズムス/FEMINISMS
- 2021年 金沢21世紀美術館

日本画のゆくえ
- 2022年 栃木県立美術館